# Vickers-Terni 37/40
Il Cannone da 37/40 era un cannone da 37 mm prodotto in Italia dalla Vickers-Terni, azienda italiana con sede a La Spezia nata nel 1905 da una joint venture tra la britannica Vickers e le acciaierie ternane.
Il Cannone era stato originariamente pensato come cannone aeronautico derivato dal francese "Tube-canon M1902" da 37mm con canna rigata e camerante una cartuccia da 37×201mmR (prodotto dietro licenza in Italia insieme al più piccolo cannone da 37/20,6 derivato dall'Hotchkiss M1885 e camerato per il 37x94R).
L'arma, nonostante la sua origine antiquata, era leggera e compatta, la bocca da fuoco pesava 95 kg mentre l'arma completa 125 kg. Aveva un semplice otturatore a cuneo a scorrimento verticale con un unico freno-recuperatore montato sulla parte superiore dell'arma.